# 磁器工房アウガルテン
アウガルテン（Augarten, Vienna(Viennese) Porcelain Manufactory Augarten, Augarten Vienna Porcelain Manufactory）は、オーストリアの磁器工房。正式名称はウィーン磁器工房アウガルテン（ウィーンじきこうぼうアウガルテン、Wiener Porzellanmanufaktur Augarten）。アウガルテンの名は、工房が再建されたアウガルテン宮殿、およびそれの位置するアウガルテン（アウ（氾濫原、河川氾濫があった場所、中洲）公園）に基づく。
1718年にデュ・パキエが「ウィーン磁器工房」（あるいはパキエ磁器工房 (Manufaktur Du Paquie)）として創設。マイセン磁器工房に継ぐヨーロッパで2番目に造られた磁器工房であり、世界初の磁器によるコーヒーカップを作ったといわれる。
1744年、マリア・テレジアによって皇室直属の磁器窯となる。このときよりハプスブルク家の盾型の紋章を商標として使用するようになった。現在の製品にはすべてこの紋章が刻印される。
19世紀後半、ハプスブルク家の衰退と大量生産の安価な製品に押されたことで、1864年にいったん閉鎖に追い込まれるが、1924年にウィーン市内北部（ドーナウ島、レーオポルトシュタット区西部）のアウガルテンにあるアウガルテン宮殿に工房を移して再興された。
製品はすべて職人による手作り及び手書きで、工房内で独自の粘土調合と熟成によって作り出される白磁は、優美かつ洗練されている。代表的な絵柄に「マリア・テレジア」、「ウィンナー・ローズ」、「ビーダーマイヤー」、「プリンス・オイゲン」などがある。

## 公式サイト
- http://www.augarten.at/
- ウィーン磁器工房アウガルテン